# Humorous Phases of Funny Faces
Pour plus de détails, voir Fiche technique et Distribution.
Humorous Phases of Funny Faces (littéralement : « Phases amusantes de figures rigolotes ») est un dessin animé muet américain écrit et réalisé par James Stuart Blackton, sorti en 1906. Il représente des visages qui prennent vie au fur et à mesure que le dessinateur les trace sur un tableau noir. Ce film de trois minutes est présenté par les historiens du cinéma comme le premier dessin animé du cinéma sur support photographique.

## Synopsis
Un jeune couple, dessiné à la craie sur un fond noir, se fait les yeux doux, puis vieillit, enlaidit, le mari fume un gros cigare et asphyxie son épouse grimaçante qui disparaît dans un nuage de fumée, la main de l'animateur efface alors le tout. Ensuite, le personnage du mari, ventripotent, joue avec son parapluie. Un couple horrible surgit du brouillard, se sourit mutuellement, puis disparaît trait par trait (plan tourné en marche arrière). Un clown, accompagné d'un caniche, jongle avec un cerceau et une massue. La main de l'animateur l'efface partiellement, le bras du clown bouge encore. Enfin, un coup de chiffon efface le reste.

## Fiche technique
- Titre original : Humorous Phases of Funny Faces
- Réalisation : James Stuart Blackton
- Scénariste : James Stuart Blackton
- Production : Vitagraph Company of America
- Format : 35 mm à perforations Edison - noir et blanc - muet
- Durée : 3 minutes

## Distribution
- la main : celle de James Stuart Blackton

## Crédit d'auteurs
- (en) Cet article est partiellement ou en totalité issu de l’article de Wikipédia en anglais intitulé « Humorous Phases of Funny Faces » (voir la liste des auteurs).